# Martin Wallroth
Martin Wallroth (* 1964 in Cochem) ist ein deutscher Philosoph und Diplom-Psychologe mit verhaltenstherapeutischer Weiterbildung. Aktuell ist er Professor für Ethik in der Sozialen Arbeit an der Fachhochschule Münster mit den inhaltlichen Schwerpunkten Professionsethik helfender und heilender Berufe, philosophische und ethische Aspekte von Sucht und psychischer Krankheit sowie deren Behandlung, Forschungsethik und Ethik der sozialwissenschaftlichen Umformung menschlicher Lebenswelten.

## Herkunft und Bildung
Nach dem Besuch des Martin-von-Cochem-Gymnasiums in Cochem an der Mosel, absolvierte er an der Universität Trier ein Doppelstudium der Psychologie und Philosophie, das er 1990 mit dem Diplom im Fach Psychologie und 1994 mit dem Magister der Philosophie abschloss. 1998 wurde er an der Universität Trier mit seiner Schrift, Moral ohne Reife? Plädoyer für ein tugendethisches Moralverständnis zum Dr. phil. promoviert (Erstgutachter: Prof. Dr. Anselm Winfried Müller, Zweitgutachter: Prof. Dr. Leo Montada). Er war bis 2000 als wissenschaftlicher Mitarbeiter im Fachbereich I – Philosophie an der Universität Trier tätig. Von 2001 bis 2004 folgte eine Tätigkeit als Gruppentherapeut in den AHG-Kliniken Daun – Am Rosenberg und von 2004 bis 2010 war er Teamleiter sowie ab 2009 therapeutischer Gesamtleiter in der AHG Klinik Tönisstein für Abhängigkeitserkrankungen und Psychosomatik in Bad Neuenahr-Ahrweiler. Nebenberuflich war er ab 1996 als Lehrbeauftragter zunächst im Fachbereich I – Philosophie an der Universität Trier, dann am Institut für Philosophie an der Universität Bonn, und zuletzt im Fachbereich Sozialwesen der Fachhochschule Koblenz, sowie an der Katholischen Hochschule (NRW) Abteilung Köln, im Masterstudiengang Suchthilfe tätig, in dem er auch heute noch nebenberuflich lehrt.
Von 2010 bis 2015 war er Professor für klinische Sozialarbeit sowie für philosophische und ethische Grundlagen der Sozialen Arbeit in der neu gegründeten Fakultät Handel und Soziale Arbeit der Ostfalia Hochschule für angewandte Wissenschaften (HAW) in Suderburg. Von 2012 bis 2015 war er Dekan der Fakultät Handel und Soziale Arbeit und seit ihrer Gründung auch gewählter Vorsitzender der Ethikkommission an der Ostfalia HAW.
Seit 2015 ist er Professor für Ethik in der Sozialen Arbeit im Fachbereich Sozialwesen der Fachhochschule Münster.

## Weitere Tätigkeiten
- Seit 2013 Vorstandsmitglied der Deutschen Gesellschaft für Suchtpsychologie.[1]
- Seit 2016 Tätigkeit als Dozent im Masterstudiengang “Angewandte Ethik” an der Westfälischen Wilhelms-Universität Münster (WWU).[1]

## Publikationen (Auswahl)
- Rezension zu Friedo Ricken, Antike Skeptiker, München, Beck 1994 (Mitautor: Anselm Winfried Müller), Archiv für Geschichte der Philosophie, Bd. 78 (1996), S. 201–204.[6]
- Tugend und psychische Gesundheit, Imago Hominis, Quartalsschrift des Instituts für medizinische Anthropologie und Bioethik, Bd. 7, 2000, S. 139–147[7]
- Moral ohne Reife? : ein Plädoyer für ein tugendethisches Moralverständnis, Freiburg/München: Alber, 2000, 192 S. ISBN 978-3-495-47987-2
- Psychologie der Tugend, In: Manfred Prisching (Hrsg.): Postmoderne Tugenden? Ihre Verortung im kulturellen Leben der Gegenwart, Reihe Sozialethik der Österreichischen Forschungsgemeinschaft, Bd. 2, S. 143–161, Wien, Passagen Verlag, 2001, ISBN 3-85165-464-1
- Gerechtigkeit in Staat und Gesellschaft: Der Beitrag des Einzelnen, Stiftung Demokratie Saarland (Hrsg.): Fliegende Blätter. Gedanken zur Zeit, Saarbrücken, 2001[8]
- Autonomy vs. virtue? A virtue-ethical defense of ethical individualism, In: Karl-Heinz Pohl & Anselm Winfried Müller (Hrsg.): Chinese ethics in a global context. Moral bases of contemporary societies, S. 213–224, Leiden/Boston: Brill, 2002[9]
- Patientenautonomie oder Paternalismus? Begründungsprobleme in der Psychotherapie der Sucht, In: Klaus Rothermund (Hrsg.): Gute Gründe. Symposium zur Bedeutung der Vernunft für die Praxis. (Reihe Ethik Aktuell, Bd. 7, S. 85–107), Stuttgart: Kohlhammer, 2003, ISBN 3-17-018136-X
- Der Wert der Reue. Schelers Analyse der Reue im Lichte neuerer angelsächsischer Beiträge, In: Christian Bermes (Hrsg.): Vernunft und Gefühl. Schelers Phänomenologie des emotionalen Lebens, S. 49–60, Würzburg: Königshausen und Neumann, 2003[10]
- Philosophen zum Heftthema "Gefangen im Netz": Martin Buber, In: Wir Tönissteiner, 2007[11]
- Martin Wallroth, Vom Sinn der Sucht – philosophische Aspekte, In: Kinder und Suchtgefahren: Risiken – Prävention – Hilfen, von Michael Klein. Mit einem Geleitwort von Sabine Bätzing (S. 27–39), Stuttgart/New York: Schattauer, 2008, ISBN 978-3-7945-2318-4 in der Google-Buchsuche
- Stärken und Chancen klinischer Sozialarbeit: Das Beispiel der Suchthilfe, In: Zeitschrift für klinische Sozialarbeit, Bd. 9 (1) S. 4–6, 2013[12]
- Betriebliche Suchtprävention und Suchthilfe. Maßnahmen, Herausforderungen und Chancen, (Mitautor: Bernd Schneider), In: B. Badura, A. Ducki, H. Schröder, J. Klose & M. Meyer (Hrsg.): Fehlzeiten-Report 2013. Verdammt zum Erfolg – die süchtige Arbeitsgesellschaft?, 2013, Berlin – Heidelberg[13]
- Ethische Selbstformung oder doch nur Kompetenzentwicklung? – Zur Rezeption der Tugendethik in der Professionsethik der Sozialen Arbeit, In: Ruth Conrad & Roland Kipke (Hrsg.): Selbstformung. Beiträge zur Aufklärung einer menschlichen Praxis, S. 225–239, Münster: Mentis, 2015 doi:10.30965/9783957438560_022
- Menschliche Natur, praktische Vernunft und gute wissenschaftliche Praxis in der Perspektive eines aristotelischen Naturalismus, In: Wolfgang Krieger & Björn Kraus (Hrsg.): Normativität und Wissenschaftlichkeit in der Wissenschaft der Sozialen Arbeit. Zur Kritik normativer Dimensionen in Theorie, Wissenschaft und Praxis der Soz. Arb., S. 275–302, Weinheim, Beltz Juventa Verlag, 2018, ISBN 978-3-7799-3836-1

## Familie
Martin Wallroth ist verheiratet und hat einen älteren Bruder.